# 永盛镇 (成都市)
永盛镇，是中华人民共和国四川省成都市温江区曾经下辖的一个镇。2019年12月，撤销永盛镇、金马镇，设立金马街道。

## 行政区划
永盛镇撤销前下辖以下地区：
永盛场社区、石磊社区、团结社区、尚合社区和金鸡社区。